# Casemasce
Casemasce is een plaats (frazione) in de Italiaanse gemeente Todi.